# Jacko Vermeer
Jacko Vermeer (Wageningen, 1968) is een Nederlands voormalig korfballer en korfbalcoach. Hij speelde in de jaren negentig bij VADA 1925.

## Coach

### Blauw-Wit, Amsterdam
In zijn eerste seizoen bij de club, 1996-1997, deed Vermeer goede zaken met Blauw-Wit. In de zaalcompetitie, na de reguliere competitie hadden zowel Deetos als Blauw-Wit 23 punten. Om te bepalen welke ploeg eerste zou worden en zich dus zou plaatsen voor de zaalfinale moest er een beslissingsduel worden gespeeld. Deze werd gewonnen door Deetos met 25-21. Zodoende werd Blauw-Wit net tweede in de poule en zat het dicht bij de finaleplek. In de veldcompetitie werd de ploeg met een vierde plaats middenmoter.
In het seizoen erna, 1997-1998, werd Blauw-Wit in de zaal teleurstellend derde in de poule. Met goede spelers zoals Rob Middelhoek en Jacqueline Haksteen was dit resultaat onder de maat. In de veldcompetitie werd de ploeg vierde en speelde hier ook geen rol van betekenis. Na dit seizoen besloten Middelhoek en Erwin Dik de ploeg te verlaten en ook Vermeer vertrok. Blauw-Wit greep terug op Jaap Lenstra om weer hoofdcoach te worden.

### DOS'46
In 2000 kwam er een nieuwe coachingsjob vrij. Bij DOS'46 vertrok hoofdcoach Gerald Aukes en de club vroeg Vermeer als nieuwe oefenmeester. In het seizoen 2000-2001 werd Vermeer met de ploeg in de zaal net derde en miste op drie punten na de play-offs. In de veldcompetitie kwam de ploeg terecht in de degradatiepoule, maar handhaafde zich.
Seizoen 2001-2002 was een sterker seizoen voor DOS'46. In de zaalcompetitie werd de getalenteerde ploeg met spelers zoals André Kuipers en Roger Hulzebosch tweede in de Hoofdklasse B. Hierdoor plaatste de ploeg zich voor de kruisfinale. In de kruisfinale werd slechts met één punt verschil verloren van KV Die Haghe. In de veldcompetitie haalde de ploeg ook de kruisfinale, maar deze ging verloren tegen Deetos.

### SKF
Vanaf 2003 werd Vermeer de nieuwe hoofdcoach bij SKF, waar hij oud coach Martin Koenders verving. In zijn eerste seizoen, 2003-2004 speelde SKF nog Overgangsklasse en onder Vermeers leiding maakte de ploeg promotie naar de Hoofdklasse.
In het seizoen erna, 2004-2005 speelde SKF in de Hoofdklasse en bleef een middenmoter. In seizoen 2005-2006 werd de ploeg zelfs derde en miste het op drie punten na de eerste plaats. SKF had zichzelf weer op de kaart gezet. Na drie seizoenen bij SKF verliet Vermeer de club als hoofdcoach. Richard Hietveld werd zijn opvolger als hoofdcoach.

### PKC
In 2007 werd Vermeer gevraagd als nieuwe hoofdcoach bij PKC, een van de grootste korfbalclubs van Nederland. Hij verving daar Steven Mijnsbergen. PKC draaide een lastig zaalseizoen en wist zich net op tijd bij de top4 te nestelen. De ploeg kwam in de play-offs uit tegen het als nummer 1 geplaatste Koog Zaandijk. In de best-of-3 serie verloor PKC in twee wedstrijden, waardoor het niet in de zaalfinale terecht kwam. In de kleine finale, om plek 3 en 4 speelde PKC tegen Dalto, maar ook deze wedstrijd ging verloren.
Iets later, in de veldcompetitie, stapte Vermeer nog voor het einde van het seizoen op. In mei werd namelijk door PKC bekendgemaakt dat Ben Crum voor het nieuwe seizoen de hoofdcoach zou worden. Dit nieuws vond Vermeer teleurstellend, aangezien PKC in maart had aangegeven met Vermeer door te gaan. Vermeer besloot per direct te stoppen als hoofdcoach. Hij maakte het veldseizoen dus niet af. Oud speler Peter van Drimmelen werd aangesteld als interim hoofdcoach en onder zijn leiding kwam PKC nog wel terecht in de veldfinale. In deze veldfinale bleek echter Dalto te sterk met 23-18.

### DVO
In 2009 werd Vermeer de nieuwe hoofdcoach van DVO, de club waar hij zelf ook had gespeeld. Hij verving hier vertrekkend coach Daniël Beekmans. De club had de ambitie om naar de Korfbal League te promoveren. In zijn eerste seizoen bij DVO, 2009-2010 speelde DVO zowel op het veld als in de zaal nog niet op het hoogste niveau. In de zaalcompetitie werd DVO Hoofdklasse B kampioen, waardoor het in de Hoofdklasse finale terecht kwam. DVO verloor deze finale van KVS met 27-26, waardoor het niet direct promoveerde naar de Korfbal League. Echter kreeg DVO de kans om alsnog te promoveren door de play-down te spelen tegen CKV OVVO. In deze wedstrijd won DVO met 17-16, waardoor het alsnog promotie maakte.  
DVO versterkte zich voor aanvang van seizoen 2010-2011 door oud gediende Jos Roseboom in de selectie op te nemen. Mede door hem kon DVO zich handhaven in de Korfbal League. Dit ging niet zonder slag of stoot, want DVO werd negende en moest play-downs spelen. In de best-of-3-serie tegen OVVO won DVO in twee wedstrijden, waardoor het niet degradeerde.
In seizoen 2011-2012 had DVO het in de Korfbal League wederom lastig. Het werd, net als vorig seizoen, negende en moest het play-downs spelen. Wederom was OVVO de tegenstander en ook nu won DVO de serie en bleef hierdoor gehandhaafd in de league. In hetzelfde seizoen werd DVO kampioen op het veld en promoveerde zo naar de hoogste klasse, de Ereklasse.
In seizoen 2012-2013 speelde Vermeer met DVO in beide competities in de hoogste klasse. In de zaal werd DVO zesde en hoefde het geen play-downs te spelen. In de veldcompetitie werd de ploeg een na laatste, maar bleef hierdoor ook gehandhaafd.
Seizoen 2013-2014 was het vierde en laatste seizoen voor Vermeer als hoofdcoach bij DVO. In de zaal werd de ploeg zevende en bleef zo steken in de middenmoot. In de veldcompetitie werd de ploeg net derde. Na dit seizoen werd Gerald Aukes aangesteld als nieuwe hoofdcoach bij DVO.

### Wageningen
In 2015 ging Vermeer aan de slag als nieuwe hoofdcoach bij KV Wageningen. Hij verving hiermee vertrekkend coach Erik Wolsink. Wageningen speelde in de Hoofdklasse en wilde ook promotie maken naar het hoogste niveau.
In zijn eerste seizoen, 2015-2016 deed Wageningen goede zaken in de zaalcompetitie. In de Hoofdklasse B werd de ploeg eerste en speelde de play-offs voor een plek in de Hoofdklasse Finale. In de play-offserie ging het echter mis. Tegen DSC verloor Wageningen in twee wedstrijden, waardoor het seizoen in mineur eindigde.
In het seizoen erna, 2016-2017 deed Wageningen lang mee voor de play-offrace, maar miste één punt om dit te halen. De ploeg werd derde en miste zodoende de nacompetitie. Na dit seizoen stopte Vermeer als hoofdcoach. Erik van Brenk nam het stokje als hoofdcoach over.